# Чагор
Чаго́р — село в Україні, в Чернівецькому районі Чернівецької області. Центр Чагорської сільської громади.

## Історія

### Кодин – слов’янська колиска Чагра
В 70-х роках 20ст. за ініціативою археологічної експедиції Чернівецького державного університету проводились розкопки на території села (урочище Кодин). Археологи встановили, що слов'янське населення в урочичищі Кодин між селами Чагор і Остриця існувало протягом кількох століть (V—VII). Під час розкопок були знайдені цінні речі: кресало, залізна миска, гончарський посуд, кераміка та інше.

### Козмин – історичне поселення XIV - XVIII ст.
Згідно з новітніми краєзнавчими дослідження, території сучасних населених пунктів  Коровія, Чагор і Молодія входила до складу села (громади) Козмин, що існувало XIV - XVIII ст.
Перші  історичні згадки про Козмин (Кузьмин) датуються 1334 роком  і пов’язані із реєстром католицького чернечого Ордену братів менших (міноритів).   Окремою організаційною структурою цього Ордену був вікаріат Русі (vicaria Russiae), до складу якого входило  13 месіонерських місій.  Одна з них зафіксована у Кузьмині (Cusminen) – населеному пункті, розташованому між Снятином  і Серетом, на Старому Берладському шляху. В латиномовних джерелах XIV століття Руссю, або ж королівство Русь (лат. Regnum Russiae), називали Галицьке князівство.
Наступна згадка про село Козмин зафіксована  в грамоті воєводи Штефана Великого від 3 квітня 1488 року. Згідно з документом до складу володінь Путнянського монастиря перейшло і  «питоме» (власне) село воєводи на ім’я «Козминул».  Детальний межовий опис  свідчить, що  територія села (громади) Козмин  розміщувалася  між селами Кучур (Великий Кучурів), Чернівці і Луковиця. Територія загалом співпадає із зовнішніми межами поселень Коровія, Чагор і Молодія, що зафіксовані на мапах ХVIII-XIX століть.
Власне населений пункт під назвою Козмин розміщувався   між нинішніми Чагром і Коровією, в районі   урочища «Селеще», що позначене на давніх мапах над нижньою течією потоку Коровія. Через Козмин  пролягав міжнародний торговий шлях, що відомий якСтарий Берладський шлях. У грамоті 1488 року він згадується як «велика дорога», що іде від Чернівців.  Історичний шлях пролягав  з Чернівців до річки Дереглуй і устя потоку Невільниця, що поблизу нинішньої автостради, однак далі він повертав в південно-західному напрямку до височини Діброва і села  (Михайлівка)  .

### Чагор  - самостійне поселення
Село Чагор під теперішнім ім’ям згадується  з другої половини 18 ст. У документах зафіксованого, що  1774 року, в період приєднання Буковини до складу Австрійської імперії,    у Чагрі і Молодії проживала  загалом 172 сім’ї (близько 960 мешканців). На той час це були одні з більших населених пунктів краю. У Чернівцях 1774 року проживало 278 сімей, а в сусідній Коровії – 29.
В районі теперішнього села росли чагарники, на яких люди випасали худобу. Іноді заночовували тут же. Згодом з'явились перші помешкання, в яких поселились предки теперішніх жителів с. Чагор.
Землі теперішнього села належали митрополитові Чагірці, звідки і походить його назва. Хоч є й інші версії. Місцевість була горбиста, а пастухи, поганяючи худобу, що паслась в чагарниках, гукали «ча-ча-ча», а дійшовши до гори, підганяли худобу вигуками «гор-гор-гор». От і склалось «ча-гор», тобто назва села Чагор.
Після митрополита Чагірки землі перейшли до нового митрополита Нектарія Котярчука, який володів 350 га — 1/3 землі майбутнього колгоспу.
Національний склад села неоднорідний. Більшість українців, близько 20 % — румуни й молдовани. Проживало в селі чимало німців, поляків, євреїв. Пояснюється це процесом колонізації, що проводилась з кінця 18 ст. та особливо в І половині 19ст. Австро-Угорською імперією. Корінним населенням були українці, про що свідчать прізвища Ворощук, Лукащук, Боднарюк, Дубець, Савчук, Верезуб, Данілейко, Підойма та ін.
Село заселялось з двох кінців. З північного сходу, де тепер кут Руснаки, і з південного заходу, від головної дороги, що веде з Порубного на Чернівці. Ця частина носить назву Паржалівка. Спочатку заселення йшло вздовж дороги, що йде на село Молодію. Тут облаштовувались багатші верстви населення — німці, поляки, євреї, що мали свої корчми, магазини.
Третя частина села — Середина. Цей кут заселявся пізніше. Тут, як і на куті Руснаки, що на ярах та горбах, проживало бідніше населення. Кут Руснаки прилягав до лісу, що колись тут ріс. Скоріш за все, й заселення тут пройшло раніше в надії на порятунок в разі небезпеки.
Велика частина землі зосередилась в руках багатіїв. Так, поміщик Гакпер мав 150га землі, поміщик Придій, Ворщук — по 50 га, Ротар, Косташ — по 30 га, а попи — зверх 60 га.
Більшість селян були безземельними або малоземельними. Працювали наймитами у багатіїв, йшли на заробітки в Чернівці, виконуючи різну чорнову роботу.
В 1867 році почалося будівництво залізниці, що проходила з Чернівців через Чагор в Глибоку і Вадул Сірет, що позитивно вплинуло на економіку та характер життя в селі. З'явились робочі місця, зросла чисельність населення. До будівництва залізниці в селі було 67 хат, а в 1905 році — вже 163; у 1940 році їхня кількість зросла до 386 будинків. А згодом поодиноко почали з'являтись кам'яні будинки.
У 1884 році закінчили будівництво і освятили велику кам'яну церкву святого Дмитрія, яка існує і тепер. За часів австрійського панування це була німецька кірха, а в 1919 році вона стала православною румунською церквою.

## Школа
Коли в село прийшов священник Олександр Берару, громада зібрала кошти на будівництво житла для нього. Берару був освіченою людиною і підняв питання про будівництво школи.
В 1890 році в невеликому будинку біля церкви була відкрита перша сільська двокласна школа. В одному класі навчались діти українців, а в другому — румунів. Навчання проводилось на рідній мові, але обов'язково в кожному класі вивчалась одна і друга мова. А з 11 до 13 години — уроки німецької мови.
Директором школи був П. Шкраба. Крім нього в школі працювало ще троє вчителів. Черкейз Михайло з дружиною та ще один вчитель-студент, що доїжджав з Чернівців. А священник викладав релігію. Будинок першої школи зберігся досі. Зразу біля школи розміщався будинок жандармерії, а тепер там контора магазину.
В 1906 році громада села вирішила побудувати нову школу. Нова школа повинна була бути в центрі села, на пагорбі. Порадившись, громада вирішила, що найкращим місцем для спорудження школи будуть землі Чорнея Іллі. За згодою господаря йому побудували хату в іншому місці, а на місці старої хати розпочалось будівництво школи.
Тут діти навчались з 6-річного віку та вчились 6 років. Класи були великі та світлі. Двері, вікна з круглими арками. На другий поверх вели великі кам'яні сходи. Спочатку діти навчались в одну зміну. В класі було по 30 і більше учнів. Дівчатка та хлопчики сиділи окремо в 2-х рядах. Навчання було безкоштовне. Якщо батьки хотіли продовжити навчання дітей, то віддавали їх в гімназії м. Чернівці і за навчання платили. Але це були поодинокі випадки.
Із збільшенням кількості населення навчання почало проводитись у дві зміни. І тільки в 1963 році до приміщення школи добудували ще 8 класів. Велика заслуга в цьому тодішнього директора школи, учителя історії Козловського Олега Йосиповича.
Тепер у школі навчаються 365 учнів (у 80-х роках було вдвоє більше) і працюють 40 вчителів. Це перша газифікована школа в районі. В квітні 2007 року за кошти сільського бюджету (близько 200 тисяч гривень) виготовлена і пройшла державну експертизу проектно-кошторисна документація на будівництво ЗОШ сучасного типу на 650 учнемісць, сільського стадіону, водозабору та очисних споруд.
Свято Першого дзвоника у Чагорській ЗОШ 3 вересня 2007 року, на якому відзначали 100-річчя даної школи, зівпало з початком будівельних робіт фундаменту нової ЗОШ.

## Чагорська сільська рада
Чагорська сільська рада Чернівецької сільської волості була створена 5 липня 1940 року, а в листопаді того ж року с. Чагор увійшло до складу Чернівецького сільського району Чернівецької області. Першим головою села був обраний Підойма Тодор Якович, який працював на цій посаді з 1940 по 1958 рік з перервою в 4 роки, які припали на час війни.
В грудні 1961 року Чернівецький сільський район ліквідували, і с. Чагор увійшло до складу Глибоцького району з центром смт. Глибока.

## Населення
Згідно з австрійським переписом  1890 року громада села Чагор нараховувала загалом 2070 мешканців. За віросповіданням 1974 осіб були православними, 45 осіб —  католиками, у тому числі 11 осіб —  греко-католиками,  а ще 51 особа сповідувала юдаїзм.
За національним складом, що визначався на основі розмовної мови,  Чагор був поліетнічною сільською громадою, у якій українці та румуни становили абсолютну більшість. Третю етнічну групу представляли євреї, які за розмовною мовою записували себе німцями.:
| українці | 1070 | 51,69 |
| румуни   | 916  | 44,25 |
| німці    | 54   | 2,61  |
| поляки   | 30   | 1,45  |

Етнонаціональний  склад населення  Чагра докорінно змінився в період румунського правління (1918-1940 рр.), коли нова влада вважала українців Буковини за румунів, які забули рідну (матірну) мову. Це знайшло своє відображення і в офіційному переписі населення 1930 року. Згідно з ним в Чагрі залишилося лише 2 українці
Національний склад населення за даними перепису 1930 року у Румунії:
| Національність | Кількість осіб | Відсоток |
| -------------- | -------------- | -------- |
| румуни         | 2313           | 87,51 %  |
| німці          | 147            | 5,56 %   |
| росіяни        | 123            | 4,65 %   |
| цигани         | 31             | 1,17 %   |
| поляки         | 19             | 0,72 %   |
| євреї          | 7              | 0,26 %   |
| українці       | 2              | 0,08 %   |
| угорці         | 1              | 0,04 %   |

Мовний склад населення за даними перепису 1930 року:
| Мова       | Кількість осіб | Відсоток |
| ---------- | -------------- | -------- |
| румунська  | 2279           | 86,23 %  |
| німецька   | 150            | 5,68 %   |
| російська  | 133            | 5,03 %   |
| польська   | 26             | 0,98 %   |
| циганська  | 23             | 0,87 %   |
| українська | 22             | 0,83 %   |
| вірменська | 6              | 0,23 %   |
| їдиш       | 3              | 0,11 %   |
| угорська   | 1              | 0,04 %   |

### Мова
Розподіл населення за рідною мовою за даними перепису 2001 року:
| Мова            | Кількість | Відсоток |
| --------------- | --------- | -------- |
| українська      | 3776      | 88.56%   |
| румунська       | 433       | 10.15%   |
| російська       | 48        | 1.13%    |
| білоруська      | 1         | 0.02%    |
| інші/не вказали | 6         | 0.14%    |
| Усього          | 4264      | 100%     |

## Інфраструктура
По сусідству з будинком сільської ради — сільська амбулаторія. З приходом нового голови села відремонтовано й цю будівлю, проведено газ, є в приміщені тепла й холодна вода. Придбано нову машину швидкої допомоги. А обслуговують жителів села троє медпрацівників з вищою освітою та молодий персонал.
Нинішній настоятель церкви — Петро Блага. Біля церкви, знаходиться новозбудовний блок для проведення поминальних та благодійних обідів. Його споруджено за ініціативи старости церковної двадцятки — Василя Маги.
В центрі села, біля церкви знаходяться продуктовий магазин, магазин побутових речей, бар, перукарня, зал для бенкетів та ресторан.
Поруч розташовані філія зв'язку, телефонна станція на 850 номерів, працює ощадкаса.
Населенню надаються побутові послуги: можна почистити килими, вимити машину відремонтувати взуття. Є цех по виготовленню тротуарної плитки, воріт, криничних кілець. Місцем відпочинку та розваг стали новозбудовані бари-ресторани «XXI ст.», «Наталі», «Мрія», «Вікторія», «Орхідея», «Каштани», «Рута», «Венеція».
Поруч з сільською радою — Будинок творчості та дозвілля. Будівля нещодавно відремонтована та газифікована. Директор цього закладу Габор Віталій дбає, щоб працювали гуртки (їх 12) художньої самодіяльності, в яких бере участь як молодь села, так і старше покоління. Танцювальний колектив, яким керує Чорней Мирослав, знаний не тільки в області, а й за її межами. А чоловічий хор, який очолює Андоній Георгій Степанович побував у Києві, Очакові, Румунії та є лауреатом обласних і районних конкурсів.
При Будинку творчості працює музична школа — філія районної школи.
На другому поверсі Будинку творчості у трьох кімнатах розміщена сільська бібліотека, яка має на рахунку 25 тисяч книг. Свої запити може задовольнити читач різного віку та смаку. Завідує бібліотекою Габор Вероніка.
В селі функціонує дитяча дошкільна установа на 45 місць під керівництвом Дарій Поліни.
Однією з найкращих в районі є пожежна охорона Чагра. Команда складається з 5 вогнеборців, які в будь-яку хвилину готові прийти на допомогу людям.
Розміщене село за 29 км від райцентру. Щодо обласного центру, то тролейбусна зупинка м. Чернівці «Південно-Кільцева» знаходиться одразу біля околиці села.
Загальна площа Чагра — 1164, 6 га, сільські угіддя — 989,8 га, з них орної землі — 902, 2га; пасовищ та сіножатей — 44, 2 га, забудовані землі — 87,8 га. На 16,8 га земель запасу Чагорської сільської ради розміщена злітно-посадкова смуга Міжнародного аеропорту «Чернівці».
В селі Чагор — 44 вулиці, 11 провулків, 2 мікрорайони. За останні роки в селі побудовані понад 400 будинків, зараз в стадії будівництва близько 50.
Через центра села протікає річка Кізія, яка впадає в Дерелуй, що відокремлює територію Чагра від інших сусідніх сіл: Молодії Глибоцького району та Остриці Герцаївського району.

## Транспорт
Розвинуте транспортне сполучення. Через село проходить магістральна залізниця, курсують приміські поїзди сполученням Чернівці—Вадул-Сірет—Сторожинець, а також маршрутне таксі.
Маршрут поїзда сполучає Чагор з райцентром — смт. Глибока.
До окраїни села доїжджають міські тролейбуси № 3 та № 6, а будівля тролейбусної диспетчерської знаходиться вже на землі Чагорської сільської ради.

## Відомі вихідці з Чагра
- Бераріу (Berariu) Андріан — (*17.03.1910, с. Чагор — р. см. невід.) — композитор.
- Бераріу (Berariu) Аурел — (*06.11.1879, с. Чагор — 21.05.1912, м. Чернівці) — румунський актор і режисер.
- Бераріу (Berariu) Константін — (*21.03.1870, с. Чагор — 12.11.1929, м. Чернівці) — румунський письменник, громадсько-культурний діяч. Доктор права[8].
- Котик Віорел Дмитрович — доктор політології, український дипломат, Тимчасовий Повірений у справах України в Румунії (2011—2012 рр.), дипломатичний радник першого класу.
- Грицку Вероніка Степанівна — кандидат географічних найук, доцент кафедри економічної географії та екологічного менеджменту Чернівецького національного університету імені Юрія Федьковича.
- Грицку-Андрієш Юлія Петрівна — кандидат економічних наук, експерт чернівецької філії спільного технічного секретаріату спільної операційної програми Румунія-Україна-Республіка Молдова 2007—2013.
- Чорней Руслан — кандидат фізико-математичних наук, доцент кафедри математики Києво-Могилянської Академії.
- Ткачук Олександр Сергійович — український режисер, фотограф, співзасновник Всесвітнього дня вишиванки.
- Теслюк Георгій Михайлович (1979—2016) — лікар волонтер, учасник російсько-української війни[9]
- Воронко Андрій («Патрон»). 21 рік. Загинув внаслідок мінометного обстрілу на Луганщині [10]
- Репчук Василь Васильович. 27 лютого 2002. Загинув 19 лютого 2024 поблизу н.п. Микільське, Пологівського району, Запорізької області [11]